# Systropus hessei
Systropus hessei är en tvåvingeart som beskrevs av Francois 1954. Systropus hessei ingår i släktet Systropus och familjen svävflugor.
Artens utbredningsområde är Burundi. Inga underarter finns listade i Catalogue of Life.